# گریگور دولاپچیف
گریگور دولاپچیف (بلغاری: Григор Долапчиев؛ زادهٔ ۲۳ فوریهٔ ۱۹۹۴) بازیکن فوتبال اهل بلغارستان است.
از باشگاه‌هایی که در آن بازی کرده است می‌توان به باشگاه فوتبال زسکا صوفیه اشاره کرد.
وی همچنین در تیم ملی فوتبال زیر ۱۹ سال مردان بلغارستان بازی کرده است.